# Piesmus
Piesmus is een geslacht van kevers uit de familie van de loopkevers (Carabidae). De wetenschappelijke naam van het geslacht is voor het eerst geldig gepubliceerd in 1852 door LeConte.

## Soorten
Het geslacht Piesmus is monotypisch en omvat slechts de volgende soort:
- Piesmus submarginatus (Say, 1823)